# 戴尔灵越
戴尔灵越(英語：Inspiron)，是戴尔出品的笔记本电脑、台式电脑和一体机产品系列，该系列主要与宏碁的Aspire、华硕的 Transformer Book Flip、VivoBook和Zenbook、惠普的Pavilion、Stream 和ENVY、联想的IdeaPad、三星的Sens和东芝的Satellite竞争。第一款戴尔灵越笔记本电脑是在 1997 年推出的，灵越台式机是于2007年6月26日推出的，一体机系列则是于2011年推出的，通常作为日常使用的计算机面向个人客户销售。

## 引用
1. ↑  . Dell.   [2022-04-30]. （原始内容存档于2022-05-25） （美国英语）.
2. ↑  . web.archive.org. 2020-06-20  [2022-04-30]. 原始内容存档于2020-06-20.
3. ↑  . www.dell.com.   [2022-04-30]. （原始内容存档于2022-05-22） （英语）.
4. ↑  . web.archive.org. 2021-12-01  [2022-04-30]. 原始内容存档于2021-12-01.